# Sei Milano
Sei Milano fu una emittente televisiva privata fondata a Milano nel 1995 dalle frequenze di Telenorditalia.
L'emittente si caratterizzava per un innovativo modo di fare televisione che consisteva nell'informare i telespettatori della realtà cittadina quasi in presa diretta attraverso una squadra di videogiornalisti che, muniti di semplici videocamere 8 mm, andavano in giro per Milano raccontando gli avvenimenti di cronaca e la vita della città.

## Storia

### L'origine
Alla base del progetto di Sei Milano c'è l'idea di Marco Di Gregorio, giornalista e successivamente imprenditore, che decide di portare in Italia un modello di fare televisione già sperimentato da New York One e CityTV Toronto: nasce così Sei Tv, progetto che successivamente avrebbe dovuto estendere l'idea alla base di Sei Milano alle maggiori città italiane. Nella società entra a far parte Alessandro Benetton in qualità di editore tramite la 21 Investimenti.
Nell'estate del 1995 vengono gettate le basi del progetto futuro: su diversi quotidiani nazionali compare una offerta di lavoro a tutta pagina in cui Sei Milano dichiara, ironicamente, di essere alla ricerca di "60 giovani da buttare in mezzo a una strada". Al posto del tradizionale curriculum vitae l'editore accetta ogni tipo di materiale e presentazione. Il nucleo iniziale su cui si basava SEI MILANO era formato da poche persone oltre al già citato Marco Di Gregorio, una figura di spicco è stato senz'altro Stefano Spiti ( prima come cameraman, poi con l'avvento dei videogiornalisti e Carlo Basilone, come Regista/ Autore e montatore di molti programmi TV e del telegiornale.
Al termine della selezione vengono reclutati oltre 60 giovani provenienti da ogni parte d'Italia, avviati successivamente a una serie di corsi non solo sulla tecnica televisiva, giornalismo e videogiornalismo tenuti da Milena Gabanelli e Alberto Cavallone, ma anche dizione, comunicazione, programmazione neurolinguistica, ripresa e montaggio.
L'emittente è stata la prima in Italia a puntare in modo quasi esclusivo sulla figura del videogiornalista, una figura professionale capace di svolgere contemporaneamente l'attività di giornalista televisivo, cameraman, e montatore, avvalendosi perlopiù di piccole telecamere portatili. Per formare queste nuove figure Di Gregorio chiamò Milena Gabanelli, allora giovane giornalista che aveva iniziato a collaborare ai programmi della Rai. La facilità d'uso e l'economicità degli strumenti di ripresa impiegati rendeva per la prima volta possibile la partecipazione alla realizzazione dei programmi anche da parte del pubblico, che veniva invitato a inviare il proprio materiale. In breve tempo raggiunse una qualche popolarità nella città di Milano nonostante la frequenza di emissione a 66Mhz fosse poco ricevibile in gran parte dell'area urbana.

### Le trasmissioni
Il 6 novembre viene dato il via alle trasmissioni dagli studi di viale Col di Lana, 6 a Milano. La grafica è della società francese Gaia: si tratta di un progetto di identità di rete molto innovativo per l'epoca e che viene sviluppato da Guilhem Pratz come art director e da Francesco Monico. Il palinsesto è sviluppato da Marco Di Gregorio e Francesco Monico con la consulenza di Vladimir Lozinsky, producer internazionale di grande esperienza. Viene strutturato in 3 fasi, la prima è quella di trasmissione e di occupazione della frequenza, lo spazio è utilizzato per fare sperimentazione, la seconda quella di stabilizzazione, la terza quella di definitiva stabilizzazione del flusso sintagmatico dei programmi. La messa in onda è per l'epoca estremamente innovativa, infatti utilizza una tecnologia mista analogica-digitale che garantiva diverse ore di messa in onda digitale. In particolare la complessa struttura delle intersigle, highlights, jingle, ident di rete, molto complessi e sincronizzati sul periodo della messa in onda, vengono mandati in onda dalle apparecchiature digitali Tektronics.
Sei Milano inizia le sue trasmissioni tra l'entusiasmo dei cittadini non solo di Milano e della Lombardia ma anche delle regioni limitrofe in cui si riceve il segnale. Il canale infatti veniva irradiato da una postazione che permetteva una notevole copertura del territorio non solo lombardo, ma anche di parte della Emilia-Romagna e del Piemonte (attraverso il canale 67 UHF).
Il lavoro nelle redazioni è di ottimo livello, sia quello dei giornalisti professionisti coordinati dal producer Carlo Basilone e dal caporedattore Antonio Scuderi, affiancato da Paolo Rossi Castelli, che vedono la presenza di Marco Formigoni e Irene Zerbini; sia quello dei videogiornalisti coordinati da Gian Micalessin e Gianluca Sgalambro, aiutati da producer-presentatori come Arrigo Benedetti Jr. Tra le file dei videogiornalisti si segnalano molti tra gli interpreti attuali della televisione mainstream italiana.
Fra i volti di Sei Milano vanno ricordati Sara Ventura, Mauro Suma, Domenico Catagnano, Monica Onore, Emanuele Pietripaoli, Francesca Del Rosso, Carlo Bodini, Marta Fasser, Alessandro Barcella, Carlo Cascone, Patrizia Caregnato, Laura Piva, Chiara Baldassarri, Angelo Cimarosti, Luca De Capitani, Giuseppe Rolleri, Gigi Sironi, Roberta Fiorentini, Andrea Besana, Pietro Valicenti, Martina Maestri, Marco Foroni, Emanuele Farneti, Federico Caiazzo, Francesca Ulivi, Gabriele Acerbo, Arrigo Benedetti Jr., Nicola Remisceg, Stefano Peduzzi, Maurizio Decollanz, Luca Acerno, Domenico Affinito, Gigi Donelli, Renata Fontanelli, Roberta Giordano, Stefania Moro, Silvia Perazzino, Alessandra Anzolin, Vincenzo Corbetta, Ilaria Polleschi, Rosanna Lo Santo, Carlotta Angeloni, Arabella Biscaro.
Il palinsesto riesce a trasmettere più dell'80% di programmi prodotti ex novo: tale vincolo è dato da una modalità di assegnazione delle frequenze che obbliga l'emittente ad affrontare uno sforzo produttivo incredibile, per poter vedere assegnata la stessa al termine del periodo di assegnazione. La quantità trasmessa ex novo è da record, e tre troupe ENG Betacam SP coadiuvano il lavoro dei videogiornalisti. Le videocamere erano le Thomson 1657 dal perso di circa 12 Kg, l'alimentazione fornita era data da batterie ANTON BAUER, le ottiche erano le Angenieux, con ancxhe un adattatore grandangolare aggiuntivo. I radio microfoni erano SENNHEISER.
Per permettere alle redazioni dei videogironalisti di svolgere il loro lavoro e ai Tg dei professionisti di mantenere alta la qualità dell'informazione, Francesco Monico mette in piedi una struttura di palinsesto molto complessa, fra cui realizza, insieme ad Arrigo Benedetti, il programma-contenitore Sulla Strada, in cui una troupe ENG passa una settimana in una strada di Milano a illustrarne gli abitanti illustri, i luoghi e le particolarità culturali. La presentatrice è Carlotta Angeloni insieme ad Arrigo Benedetti Jr. La sperimentazione dei videogiornalisti è continua, ovvero l'autore-giornalista rintraccia la notizia, la riprende, fa le riprese, monta il servizio e lo porta alla messa in onda, questa attività sancisce di fatto la nascita del tele-reporter videogiornalista. Vengono utilizzati in chiave sperimentale anche i cellulari in modo da comunicare tra giornalisti, videogiornalisti, producer e dirigenza.
Il programma più seguito è stato SEI Fuori dedicato agli eventi, ai concerti, agli spettacoli e alla vita notturna di Milano, dove il regista/autore Stefano Spiti, decise che il programma avesse bisogno di una conduzione e non solo di servizi da videogiornalisti uno in fila all'altro,  per cui mise alla conduzione Sara Ventura, sorella di Simona, e Carlo Cascone, una coppia esilarante, divertente e professionale. i due conduttori posti davanti ad un fondo green screen, lanciavano i servizi ripresi da una telecamera e poi il file generato veniva editato come tutto il programma su un sistema chiamato Turbo cube, per le musiche delle sigle, delle siglette ed eventuali stacchi musicali, si utilizzavano le canzoni del gruppo milanese Petra Mescal.
Un altro programma che fece un ottimo successo, fu SEI A TAVOLA , sempre un format inventato e diretto da Stefano Spiti, dove il presentatore andava nei vari ristoranti milanesi a scoprine le peculiarità, e per la prima volta al mondo, si seguiva il cuoco in cucina in tutte le fasi della ricetta presentata, senza mai staccare le telecamere, ma nei momenti di pausa, ad esempio. mentre l'acqua doveva essere portata ad ebollizione o processi che richiedevano un tempo determinato, il presentatore tornava in sala da pranzo e il ristorante era stato completamente svuotato dei tavoli e sedie, e iniziava l'incontro con il professionista di fitness e salute, cha magari con 3 4 ragazze iniziava una lezione di step, assolutamente unico. Ad un certo punto il cuoco richiamava l'attenzione alla cucina, la troupe si spostava nuovamente in cucina per vedere le fasi successive della ricetta, nel frattempo la sala da pranzo veniva scenografata per il successivo incontro con un altro ospite, di solito era un nutrizionista che dava consigli su una buona alimentazione. Questo avanti indietro dalla cucina alla sala da pranzo per vedere le fasi della ricetta e per incontrare nuovi ospiti ha reso questo format vincente. Di norma la presentazione finale della ricetta, veniva accompagnata con l'ultimo ospite che era un veggente, un cartomante, un esperto di oroscopo, per dare l'ultima nota leggera a questo programma. CI si ricorda ancora delle centinaia di telefonate alle redazioni per avere informazioni ancora più dettagliate delle varie ricette presentate.

### La crisi
Improvvisamente, di fronte a una raccolta pubblicitaria più che soddisfacente, la Benetton ritira gli investimenti. Marco di Gregorio, socio fondatore, entra in collisione con il gruppo finanziario ed entra in causa (poi vinta). L'arbitro, Avv. Prof. Colombo, rilevò che al terzo mese di vita dell'emittente, quando il gruppo Benetton procedette all'esautorazione del direttore e fondatore Marco Di Gregorio, i ricavi ammontavano ad oltre 800 milioni di lire a fronte di costi pari a 600. I successivi amministratori vennero indagati per falso in bilancio, vicenda poi conclusasi senza condanne solo a causa del cambiamento della legge sulla prescrizione del falso in bilancio fatta approvare dal governo Berlusconi.
Nei primi mesi del 1996 Marco Di Gregorio, che fino ad allora aveva rivestito il duplice ruolo di amministratore delegato e di direttore responsabile, viene sostituito da Mauro Lazzarino (in veste di amministratore delegato) e Mauro Suma (in qualità di direttore responsabile) dopo un periodo nel quale la direzione delle news era stata affidata ad Antonio Scuderi.
Il 15 aprile 1997 l'emittente inizia le trasmissioni satellitari sulle frequenze di Telepiù Satellite, all'interno del pacchetto Basic, divenendo la base per la nascita di INN.
Nel luglio del 1997 viene annunciata la messa in stato di cassa integrazione della maggior parte della redazione e del personale tecnico. I videogiornalisti emigrano in massa verso le televisioni nazionali e i giornalisti tutelati dall'ordine dei giornalisti prolungano una lotta sindacale. L'ordine dei giornalisti della Lombardia riconosce il praticantato d'ufficio alla quasi totalità dei videogiornalisti. Le cause portate contro la nuova proprietà sono praticamente tutte vinte.
Il 30 ottobre dello stesso anno viene oscurato il canale di trasmissione e la redazione giornalistica dà il via a una serie di scioperi.
Il gruppo Profit di Raimondo Lagostena Bassi, già proprietario di Odeon TV e Telereporter, acquisisce il controllo di Sei Tv e nel marzo 2002 gli studi di Sei Milano vengono unificati a quelli di Telereporter.
Nel 2003 l'emittente cessa di esistere spartendo le proprie frequenze con quelle del DVB-T di Mediaset e con Telelombardia.

## Programmi
- Generazione Y
- Kattive Kompagnie
- La città di Dio
- Night Line
- L’ora della Verità (con Nascia Prandi)
- Sei fuori (regia Stefano Spiti)
- Sei in Rete
- Sei in Tram
- Sei al mondo (Arabella Biscaro)
- Sulla Strada (di Monico-Benedetti)
- Video 8 Sport
- Zona Reporter
- Sei a Tavola (regia Stefano Spiti)
- TG e speciali (regia Stefano Spiti)

## Ascolti
Contatti medi al giorno - Dati Auditel
- maggio 1997 : 230.000
- dicembre 1997 : 90.000
- dicembre 1998 : 240.000
- febbraio 2001 : 200.000
- ottobre 2001 : 102.000
- gennaio 2002 : 132.000